# Papila lagrimal
La papila lagrimal (en latín: papilla lacrimalis) es una pequeña elevación de forma cónica situada en el margen de cada párpado, en los ángulos basales del lago lagrimal, cuyo ápice está perforado por un pequeño orificio, el punto lagrimal, comienzo del ducto lagrimal.